# Böbrach
Böbrach là một đô thị ở huyện Regen bang Bayern thuộc nước Đức.